# Rutilus
Rutilus is een geslacht van straalvinnige vissen uit de familie van de karpers (Cyprinidae). Het geslacht is voor het eerst wetenschappelijk beschreven in 1820 door Constantine Samuel Rafinesque-Schmaltz.

## Soorten
- Rutilus albus Mari?, 2010
- Rutilus aula (Bonaparte, 1841)
- Rutilus basak (Heckel, 1843)
- Rutilus caspicus (Yakovlev, 1870)
- Rutilus frisii (Nordmann, 1840)
- Rutilus heckelii (Nordmann, 1840)
- Rutilus karamani Fowler, 1977
- Rutilus kutum (Kamensky, 1901)
- Rutilus meidingeri (Heckel, 1851)
- Rutilus ohridanus (Karaman, 1924)
- Rutilus panosi Bogutskaya & Iliadou, 2006
- Rutilus pigus (Lacepède, 1803)
- Rutilus prespensis (Karaman, 1924)
- Rutilus rubilio (Bonaparte, 1837)
- Rutilus rutilus (Linnaeus, 1758) – Blankvoorn
- Rutilus virgo (Heckel, 1852)
- Rutilus ylikiensis Economidis, 1991